# 磺港溪
磺港溪位於台灣北部，屬於淡水河水系，為基隆河的支流。河長約10公里，流域面積約11.6平方公里，分佈於台北市北投區。其源頭位於大屯山西峰、大屯山南峰一帶，各支流彙集後，流經北投精華區後，南流至中八仙注入基隆河。
磺港溪支流北投溪流經地熱谷，為著名的景點。